# Slaughter (gruppo musicale canadese)
Gli Slaughter furono un gruppo thrash metal canadese formati nel 1984 a Toronto. Nonostante abbiano prodotto solamente un album in studio, sono abbastanza noti nel panorama thrash internazionale, anche per aver influenzato il death metal. Il gruppo è inattivo dal 2001.
Dopo lo scioglimento, il leader Dave Hewson fondò il gruppo thrash metal Strappado, anch'esso di breve durata (pubblicarono un album nel 1990) e più influenzato dal thrash della Bay Area che al thrash metal aggressivo degli Slaughter.
Non vanno confusi con il gruppo hair metal statunitense Slaughter.

## Discografia
Album in studio
- 1987 - Strappado

Demo
- 1984 - Meatcleaver
- 1984 - Bloody Karnage
- 1985 - Surrender or Die

EP
- Nocturnal Hell

Raccolte
- 2001 - Not Dead Yet / Paranormal

## Formazione
- Dave Hewson - cantante, chitarrista - (1984-1992)
- Ron Sumners - batterista - (1984-1986)
- Terry Sadler - cantante, bassista - (1984-1989)
- Chuck Schuldiner -  chitarrista - (1986)
- Brian Lourie - batterista (1986-1992)
- Bobby Sadzak - chitarrista (1988)